# چاه پلاسی
چاه پلاسی یک روستا در ایران است که در دهستان گلستان (سیرجان) واقع شده‌است. چاه پلاسی ۲۴ نفر جمعیت دارد.